# M'cisna
M'cisna è un comune dell'Algeria, situato nella provincia di Béjaïa.